# Nekrolog 4. Quartal 1989
Nekrolog
◄◄
| ◄
| 1985
| 1986
| 1987
| 1988
| 1989 | 1990 | 1991 | 1992 | 1993 | ► | ►►
1. Quartal |
2. Quartal |
3. Quartal |
4. Quartal 1989
Weitere Ereignisse | Allgemeiner Nekrolog 1989
Die Beschreibung der verstorbenen Person sollte so kurz wie möglich gehalten sein und nur deren signifikante Tätigkeit(en) enthalten.
Neue Namen ggf. auch unter dem Geburts- und Sterbedatum, also etwa unter 1. Januar und im Geburts- und Sterbejahr (2024) eintragen (nur bei entsprechender großer Wichtigkeit). Für Beispiele siehe die schon vorhandenen Artikel.
Außerdem über die fünf zuletzt Verstorbenen, zu denen es einen ausreichend guten Artikel für eine Präsentation auf der Hauptseite gibt, nach der todesbedingten Überarbeitung der Artikel ggf. auch unter Wikipedia Diskussion:Hauptseite informieren und sie am besten auch in den anderen Wikipedia-Sprachversionen eintragen. Tipp: Regelmäßig bei news.google.de nach „ist tot“, „gestorben“ oder „verstorben“ suchen.
Wenn eine Person gestorben ist, gibt es viele Seiten zu dieser Person in der Wikipedia, die davon auch betroffen sind und entsprechend aktualisiert werden müssen. Beispiele: Namenübersichtsseite, Geburtsjahr, Geburtsort-Seiten und viele mehr.
Wie finde ich die betroffenen Seiten?
Im Suchfeld auf der linken Seite gibt man den Suchbegriff so ein: „Vorname Nachname“. Dann klickt man auf Volltext und alle Seiten mit entsprechendem Suchtext werden aufgerufen. Hier sieht man dann schnell, wo auch das Todesjahr Sinn macht oder sogar ein Teil des Artikels angepasst werden muss. Auch hilft das „Werkzeug“ auf der linken Seite sehr gut, um solche Seiten aufzufinden: „Links auf diese Seite“. Somit ist die Wikipedia wieder aktuell in allen Bereichen! Hinweis: bei Eintragung der Kategorie „Gestorben JAHR“ wird der Missbrauchsfilter 49 ausgelöst, was jedoch nicht schlimm ist. Siehe: Spezial:Missbrauchsfilter/49
Dies ist eine Liste von im vierten Quartal 1989 verstorbenen bekannten Persönlichkeiten. Die Einträge erfolgen innerhalb der einzelnen Daten alphabetisch sortiert. Tiere sind im Nekrolog für Tiere zu finden.

## Oktober
| Tag         | Name                                    | Beruf, bekannt als                                                                                              | Alter | Beleg |
| ----------- | --------------------------------------- | --- | ----- | ----- |
| 1. Oktober  | Eric Ball                               | englischer Komponist und Dirigent                                                                               | 85    |       |
| 1. Oktober  | Rudolf Brummer                          | deutscher Romanist                                                                                              | 82    |       |
| 1. Oktober  | Hansegger                               | Schweizer Maler                                                                                                 | 81    |       |
| 1. Oktober  | Stylianos Korres                        | griechischer Hochschullehrer                                                                                    |       |       |
| 1. Oktober  | Heinz A. E. Mantl                       | österreichischer Sammler und Museumsgründer                                                                     | 68    |       |
| 1. Oktober  | Walter Pflaum                           | deutscher Maschinenbauingenieur und Hochschullehrer                                                             | 93    |       |
| 1. Oktober  | Witold Rowicki                          | polnischer Dirigent                                                                                             | 75    |       |
| 2. Oktober  | Paola Barbara                           | italienische Schauspielerin                                                                                     | 77    |       |
| 2. Oktober  | Josef Blank                             | katholischer Theologe und Hochschullehrer an der Universität des Saarlands                                      | 63    |       |
| 2. Oktober  | Vittorio Caprioli                       | italienischer Schauspieler und Filmregisseur                                                                    | 68    |       |
| 2. Oktober  | Jesús Emilio Jaramillo Monsalve         | kolumbianischer Ordensgeistlicher, römisch-katholischer Bischof von Arauca, Seliger                             | 73    |       |
| 2. Oktober  | Cousin Joe                              | US-amerikanischer Blues- und Jazz-Musiker                                                                       | 81    |       |
| 2. Oktober  | Anni Sauer                              | deutsche Tanzpädagogin                                                                                          | 83    |       |
| 3. Oktober  | James Bickford                          | US-amerikanischer Bobfahrer                                                                                     | 76    |       |
| 3. Oktober  | David H. Geiger                         | US-amerikanischer Bauingenieur                                                                                  |       |       |
| 3. Oktober  | Elisabeth von Grunelius                 | deutsche Pädagogin, Urkindergärtnerin der Waldorfpädagogik                                                      | 94    |       |
| 3. Oktober  | Mehmut Şevket Karman                    | türkischer Skisportler                                                                                          | 77    |       |
| 3. Oktober  | Bahadur Khan                            | indischer Sarodspieler, Komponist und Musikpädagoge                                                             | 58    |       |
| 3. Oktober  | Dennis McGee                            | US-amerikanischer Fiddler, Akkordeonist und Sänger (Cajun-Musik)                                                | 96    |       |
| 3. Oktober  | Joachim Voos                            | deutscher Vorderasiatischer Archäologe                                                                          | 34    |       |
| 4. Oktober  | Paula Braend                            | deutsche Schauspielerin                                                                                         | 84    |       |
| 4. Oktober  | Thomas Canning                          | US-amerikanischer Komponist                                                                                     | 77    |       |
| 4. Oktober  | Graham Chapman                          | britischer Schauspieler und Schriftsteller                                                                      | 48    |       |
| 4. Oktober  | Hellmut Geringer                        | österreichischer Jurist und Politiker                                                                           | 77    |       |
| 4. Oktober  | Frederic de Hoffmann                    | US-amerikanischer Physiker                                                                                      | 65    |       |
| 4. Oktober  | Walter Nicklitz                         | deutscher Politiker (SPD), MdA                                                                                  | 77    |       |
| 4. Oktober  | Noël-Noël                               | französischer Schauspieler                                                                                      | 92    |       |
| 4. Oktober  | Edmund Jan Osmańczyk                    | polnischer Journalist und Historiker, Mitglied des Sejm                                                         | 76    |       |
| 4. Oktober  | Félix Quinault                          | französischer Automobilrennfahrer                                                                               | 83    |       |
| 5. Oktober  | Robert Thomas Ashmore                   | US-amerikanischer Politiker                                                                                     | 85    |       |
| 5. Oktober  | Lawrence Dundas, 3. Marquess of Zetland | britischer Peer                                                                                                 | 80    |       |
| 5. Oktober  | Ernesto Formenti                        | italienischer Boxer                                                                                             | 62    |       |
| 5. Oktober  | Paul K. Lerpae                          | mexikanisch-amerikanischer Filmtechnikpionier und Spezialeffektkünstler                                         | 89    |       |
| 6. Oktober  | Bette Davis                             | US-amerikanische Schauspielerin                                                                                 | 81    |       |
| 6. Oktober  | Horst Deichfuß                          | deutscher Schriftsteller                                                                                        | 64    |       |
| 6. Oktober  | Jacques Doniol-Valcroze                 | französischer Filmkritiker, Drehbuchautor, Schauspieler und Filmregisseur                                       | 69    |       |
| 6. Oktober  | František Faltus                        | tschechoslowakischer Bauingenieur                                                                               | 88    |       |
| 6. Oktober  | Howard Garns                            | US-amerikanischer Sudokuerfinder                                                                                | 84    |       |
| 6. Oktober  | Hans Martin Gubler                      | Schweizer Kunsthistoriker                                                                                       |       |       |
| 6. Oktober  | Richard Horn                            | deutscher Bildhauer                                                                                             | 91    |       |
| 6. Oktober  | Lorenz Huber                            | deutscher Fußballspieler                                                                                        | 83    |       |
| 6. Oktober  | László Karakas                          | ungarischer kommunistischer Politiker, Mitglied des Parlaments                                                  | 66    |       |
| 6. Oktober  | Heinrich Pauser                         | deutscher Typograf und Grafiker                                                                                 | 90    |       |
| 6. Oktober  | Willy Stahl                             | deutscher Politiker (DDP, später FDP/DVP), MdB                                                                  | 86    |       |
| 6. Oktober  | Jack Turner                             | kanadischer Fotograf                                                                                            | 100   |       |
| 7. Oktober  | Heinrich Kuen                           | deutsch-österreichischer Romanist und Sprachwissenschaftler                                                     | 90    |       |
| 7. Oktober  | Edith Lowka                             | deutsche Politikerin (SPD), MdA                                                                                 | 73    |       |
| 7. Oktober  | Francis Minah                           | sierra-leonischer Politiker                                                                                     | 60    |       |
| 7. Oktober  | Aleksanteri Saarvala                    | finnischer Turner                                                                                               | 76    |       |
| 8. Oktober  | Pedro Galindo                           | mexikanischer Sänger, Komponist, Schauspieler und Filmproduzent                                                 | 83    |       |
| 8. Oktober  | Siegfried Weiß                          | deutscher Schauspieler                                                                                          | 83    |       |
| 8. Oktober  | Edward Woods                            | US-amerikanischer Schauspieler                                                                                  | 86    |       |
| 9. Oktober  | Ernst Andersson                         | schwedischer Fußballspieler                                                                                     | 80    |       |
| 9. Oktober  | Yusuf Atılgan                           | türkischer Schriftsteller                                                                                       | 68    |       |
| 9. Oktober  | Fernand Ciatti                          | luxemburgischer Boxer                                                                                           | 77    |       |
| 9. Oktober  | Herbert Hübner                          | deutscher Rundfunkredakteur                                                                                     | 86    |       |
| 9. Oktober  | Sven Israelsson                         | schwedischer Nordischer Kombinierer                                                                             | 69    |       |
| 9. Oktober  | Hans Kayser                             | deutscher Ägyptologe                                                                                            | 78    |       |
| 9. Oktober  | Grete Leistikow                         | deutsche Fotografin                                                                                             | 96    |       |
| 9. Oktober  | Charles H. Parrish Jr.                  | US-amerikanischer Soziologe und Bürgerrechtler                                                                  |       |       |
| 10. Oktober | Lionel Audet                            | kanadischer Geistlicher, Weihbischof in Québec                                                                  | 81    |       |
| 10. Oktober | Fritz Raab                              | deutscher Flugzeugkonstrukteur und Unternehmer                                                                  | 80    |       |
| 10. Oktober | Jelena Saklinskaja                      | sowjetische Geologin und Palynologin                                                                            | 79    |       |
| 10. Oktober | Karl Weishäupl                          | deutscher Politiker (SPD), MdL                                                                                  | 73    |       |
| 11. Oktober | Percival Goodman                        | US-amerikanischer Architekt und Stadtplaner                                                                     | 85    |       |
| 11. Oktober | László Hídvéghy                         | ungarischer Eisschnellläufer                                                                                    | 78    |       |
| 11. Oktober | Marion King Hubbert                     | US-amerikanischer Geologe und Geophysiker                                                                       | 86    |       |
| 11. Oktober | Henryk Hubertus Jabłoński               | polnischer Komponist und Musikpädagoge                                                                          | 73    |       |
| 11. Oktober | Robert Merle d’Aubigné                  | französischer Orthopäde                                                                                         | 89    |       |
| 11. Oktober | Paul Shenar                             | US-amerikanischer Schauspieler                                                                                  | 53    |       |
| 12. Oktober | Carmen Cavallaro                        | US-amerikanischer Pianist, Bandleader und Filmschauspieler                                                      | 76    |       |
| 12. Oktober | Karl Friedrich                          | deutscher Maler, Graphiker und Kunstgewerbelehrer                                                               | 90    |       |
| 12. Oktober | Stella Kadmon                           | österreichische Schauspielerin, Kabarettistin und Theaterleiterin                                               | 87    |       |
| 12. Oktober | Franco Luambo                           | kongolesischer Sänger, Gitarrist und Bandleader                                                                 | 51    |       |
| 12. Oktober | Fritz Stöckl                            | österreichischer Jurist und Eisenbahnschriftsteller                                                             | 77    |       |
| 13. Oktober | Fred Agabashian                         | US-amerikanischer Automobilrennfahrer                                                                           | 76    |       |
| 13. Oktober | Shizuo Ban                              | japanischer Bauingenieur                                                                                        | 92    |       |
| 13. Oktober | Eduard Batliner                         | liechtensteinischer Bankier                                                                                     | 90    |       |
| 13. Oktober | Václav Brabec-Baron                     | tschechischer Fußballspieler                                                                                    | 82    |       |
| 13. Oktober | Alfredo Cifuentes Gómez                 | chilenischer Geistlicher, Erzbischof von La Serena                                                              | 99    |       |
| 13. Oktober | Lud Gluskin                             | US-amerikanischer Jazz-Schlagzeuger und Bandleader                                                              | 90    |       |
| 13. Oktober | Peter Heinrich                          | deutscher Schauspieler, Regisseur, Synchron- und Hörspielsprecher                                               | 51    |       |
| 13. Oktober | Munawar Ali Khan                        | indischer klassischer Sänger                                                                                    | 59    |       |
| 13. Oktober | Merab Kostawa                           | georgischer Dissident, Musiker, Dichter                                                                         | 50    |       |
| 13. Oktober | Patrick McAuliffe                       | irischer Politiker (Labour Party)                                                                               | 75    |       |
| 13. Oktober | Georg Menzer                            | deutscher Kristallograph und Mineraloge                                                                         | 92    |       |
| 13. Oktober | Madeleine Stroele                       | Schweizer Pfarrerin                                                                                             | 76    |       |
| 13. Oktober | Günther Ungeheuer                       | deutscher Schauspieler                                                                                          | 63    |       |
| 13. Oktober | Herbert Wildman                         | US-amerikanischer Wasserballtorhüter                                                                            | 77    |       |
| 13. Oktober | Cesare Zavattini                        | italienischer Drehbuchautor                                                                                     | 87    |       |
| 14. Oktober | Robert Blot                             | französischer Geiger, Dirigent und Musikpädagoge                                                                | 82    |       |
| 14. Oktober | Ingeborg Brams                          | dänische Schauspielerin                                                                                         | 67    |       |
| 14. Oktober | Martin Broszat                          | deutscher Historiker                                                                                            | 63    |       |
| 14. Oktober | Lucy Doraine                            | ungarische Stummfilmschauspielerin                                                                              | 91    |       |
| 14. Oktober | Hans Körnig                             | deutscher Maler                                                                                                 | 84    |       |
| 14. Oktober | Kurt-Hermann Kühn                       | deutscher Maler und Grafiker                                                                                    | 63    |       |
| 14. Oktober | Klawdija Jakowlewna Majutschaja         | sowjetische Leichtathletin                                                                                      | 71    |       |
| 14. Oktober | René Petit                              | französischer Fußballspieler                                                                                    | 90    |       |
| 14. Oktober | Jackus Sondeckis                        | litauischer Politiker, Bürgermeister von Šiauliai                                                               | 96    |       |
| 15. Oktober | James Lee Barrett                       | US-amerikanischer Drehbuchautor und Produzent                                                                   | 59    |       |
| 15. Oktober | Joseph Gill                             | britischer Jesuit, Theologe, Kirchenhistoriker und Byzantinist                                                  | 88    |       |
| 15. Oktober | Danilo Kiš                              | jugoslawischer Schriftsteller                                                                                   | 54    |       |
| 15. Oktober | Georg von Krusenstjern                  | deutsch-baltischer Historiker und Genealoge                                                                     | 90    |       |
| 15. Oktober | Pierre Le Gentil                        | französischer Romanist, Mediävist und Hispanist                                                                 | 82    |       |
| 15. Oktober | Anatoli Stepanowitsch Lutikow           | sowjetischer Schachspieler und -trainer                                                                         | 56    |       |
| 15. Oktober | Wolfgang E. Mildenberger                | deutsch-schweizerischer Schriftsteller und Hörspielautor                                                        | 66    |       |
| 15. Oktober | Scott O’Dell                            | US-amerikanischer Schriftsteller                                                                                | 91    |       |
| 15. Oktober | Michał Rola-Żymierski                   | polnischer Militär, Marschall von Polen                                                                         | 99    |       |
| 15. Oktober | Rudolf Stechmann                        | deutscher Politiker (DP), MdL                                                                                   | 90    |       |
| 15. Oktober | Walter Theimer                          | deutscher Naturwissenschaftler und Sachbuchautor                                                                | 85    |       |
| 15. Oktober | Heinrich Walter                         | deutscher Geobotaniker und Öko-Physiologe                                                                       | 90    |       |
| 16. Oktober | Karl Baumgarten                         | deutscher Pädagoge, Kantor und Heimatforscher                                                                   | 79    |       |
| 16. Oktober | Walter Farley                           | US-amerikanischer Schriftsteller                                                                                | 74    |       |
| 16. Oktober | Friedrich Hiebel                        | österreichischer Germanist, Anthroposoph, Publizist und Schriftsteller                                          | 86    |       |
| 16. Oktober | Erich Hoffmann                          | deutscher Agrarwissenschaftler                                                                                  | 85    |       |
| 16. Oktober | Bruno Leinweber                         | deutscher Eishockeyspieler, -trainer, -schiedsrichter und -funktionär                                           | 87    |       |
| 16. Oktober | Frederick Millar, 1. Baron Inchyra      | britischer Diplomat                                                                                             | 89    |       |
| 16. Oktober | George Provis                           | britischer Filmarchitekt                                                                                        |       |       |
| 16. Oktober | Cornel Wilde                            | US-amerikanischer Schauspieler und Filmregisseur                                                                | 74    |       |
| 17. Oktober | Helge Jansson                           | schwedischer Leichtathlet                                                                                       | 85    |       |
| 17. Oktober | Mark Grigorjewitsch Krein               | sowjetischer Mathematiker                                                                                       | 82    |       |
| 17. Oktober | Roger A. B. Mynors                      | britischer klassischer, mittel- und neulateinischer Philologe                                                   | 86    |       |
| 18. Oktober | Jeanne Chaton                           | französische Frauenrechtlerin und Pazifistin                                                                    | 89    |       |
| 18. Oktober | Werner Frey                             | Schweizer Architekt                                                                                             | 77    |       |
| 18. Oktober | Georgi Dmitrijewitsch Gulia             | abchasisch-sowjetischer Schriftsteller                                                                          | 76    |       |
| 18. Oktober | Hans-Jürgen Kruse                       | deutscher Kameramann                                                                                            |       |       |
| 18. Oktober | Michail Rafailowitsch Rauchwerger       | russischer Komponist                                                                                            | 87    |       |
| 18. Oktober | Arthur Svensson                         | schwedischer Fußball- und Bandyspieler                                                                          | 73    |       |
| 18. Oktober | Georgina von Wilczek                    | durch Heirat Fürstin von und zu Liechtenstein                                                                   | 67    |       |
| 19. Oktober | Werner Buchstaller                      | deutscher Verlagsmanager und Politiker (SPD), MdB                                                               | 65    |       |
| 19. Oktober | Eric Dixon                              | US-amerikanischer Jazzmusiker                                                                                   | 59    |       |
| 19. Oktober | Ernst Katzenstein                       | deutscher Rechtsanwalt und Zionist                                                                              | 92    |       |
| 19. Oktober | Edwin Kindle                            | liechtensteinischer Ingenieur                                                                                   | 47    |       |
| 19. Oktober | Hans Schwab-Felisch                     | deutscher Journalist und Literaturhistoriker                                                                    | 70    |       |
| 19. Oktober | Alfred Zulkowski                        | deutscher Fußballspieler                                                                                        | 49    |       |
| 20. Oktober | Melba Till Allen                        | US-amerikanische Politikerin (Demokratische Partei)                                                             | 56    |       |
| 20. Oktober | Dahn Ben-Amotz                          | israelischer Autor, Journalist und Radiomoderator                                                               | 65    |       |
| 20. Oktober | Dmitri Konstantinowitsch Faddejew       | sowjetischer Mathematiker                                                                                       | 82    |       |
| 20. Oktober | Bernardo Fey Schneider                  | katholischer Ordensgeistlicher deutscher Abstammung, Bischof von Potosí                                         | 79    |       |
| 20. Oktober | Jean Gallet                             | französischer Hindernisläufer und Politiker                                                                     | 73    |       |
| 20. Oktober | Katharina Heinroth                      | deutsche Zoologin, Leiterin des Berliner Zoos                                                                   | 92    |       |
| 20. Oktober | Surab Kapanadse                         | georgischer Künstler                                                                                            | 64    |       |
| 20. Oktober | Daniel Marchand                         | französischer Automobilrennfahrer                                                                               | 89    |       |
| 20. Oktober | Anthony Quayle                          | britischer Film- und Theaterschauspieler sowie Schriftsteller                                                   | 76    |       |
| 20. Oktober | Joop Stakenburg                         | niederländischer Radrennfahrer                                                                                  | 61    |       |
| 20. Oktober | Paul Suter                              | Schweizer Geograph, Lehrer und Heimatforscher                                                                   | 90    |       |
| 20. Oktober | Michael Vyner                           | britischer Musiker                                                                                              |       |       |
| 20. Oktober | Hermann Wesse                           | deutscher Psychiater, der an den nationalsozialistischen Krankenmorden beteiligt war                            | 77    |       |
| 21. Oktober | Carl-Albert Brüll                       | deutscher Rechtsanwalt                                                                                          | 87    |       |
| 21. Oktober | Alfred Hayes                            | US-amerikanischer Bankmanager                                                                                   | 79    |       |
| 21. Oktober | Cencio Mantovani                        | italienischer Radrennfahrer                                                                                     | 48    |       |
| 21. Oktober | Jürgen A. E. Meyer                      | deutscher Jurist und Hochschullehrer                                                                            | 52    |       |
| 22. Oktober | Helmut Faulwetter                       | deutscher Diplomat, Botschafter der DDR                                                                         | 60    |       |
| 22. Oktober | Ross Freeman                            | US-amerikanischer Physiker                                                                                      | 45    |       |
| 22. Oktober | Ewan MacColl                            | schottischer Autor, Dichter, Schauspieler, Folksänger und Schallplattenproduzent                                | 74    |       |
| 22. Oktober | Alf Pflüger                             | deutscher Bauingenieur und Rektor der Leibniz Universität Hannover (1904–1907)                                  | 77    |       |
| 22. Oktober | Josef Pühringer                         | österreichischer Politiker (ÖVP), Landtagsabgeordneter e-gov.ooe.gv.at                                          | 79    |       |
| 22. Oktober | Paul Pulewka                            | deutscher Pharmakologe                                                                                          | 93    |       |
| 22. Oktober | Sven Thor                               | schwedischer Radrennfahrer                                                                                      | 78    |       |
| 22. Oktober | Roland Winters                          | US-amerikanischer Schauspieler                                                                                  | 84    |       |
| 23. Oktober | Carl Billich                            | österreichisch-isländischer Musiker und Musikdirektor                                                           | 78    |       |
| 23. Oktober | Hanns Georgi                            | deutscher Maler                                                                                                 | 88    |       |
| 23. Oktober | John Krance                             | US-amerikanischer Komponist, Arrangeur und Dirigent                                                             | 55    |       |
| 23. Oktober | Marcel Luipart                          | deutscher Tänzer, Choreograph und Tanzpädagoge                                                                  | 77    |       |
| 23. Oktober | Ida Vivado Orsini                       | chilenische Pianistin und Komponistin                                                                           | 76    |       |
| 23. Oktober | Rudi Stark                              | deutscher Schauspieler, Regisseur und Hörspielsprecher                                                          | 75    |       |
| 23. Oktober | Henken Widengren                        | schwedischer Unternehmer und Automobilrennfahrer                                                                | 79    |       |
| 24. Oktober | Auguste Hoffmann                        | deutsche Medizinerin und Sportfunktionärin                                                                      | 86    |       |
| 24. Oktober | Max Horn                                | deutscher SS-Hauptsturmführer                                                                                   | 85    |       |
| 24. Oktober | Jerzy Kukuczka                          | polnischer Bergsteiger                                                                                          | 41    |       |
| 24. Oktober | Rudolf Schleicher                       | deutscher Ingenieur                                                                                             | 92    |       |
| 24. Oktober | Alex Seidel                             | deutscher Ingenieur, Unternehmer, Waffenproduzent und Mitbegründer der Firma Heckler & Koch                     | 80    |       |
| 24. Oktober | Sahib Shihab                            | US-amerikanischer Jazzmusiker                                                                                   | 64    |       |
| 24. Oktober | Richard Sterba                          | US-amerikanischer Psychoanalytiker österreichischer Herkunft                                                    | 91    |       |
| 24. Oktober | Konrad Wolff                            | US-amerikanischer Pianist und Klavierpädagoge                                                                   | 82    |       |
| 25. Oktober | Enrico Forcella                         | venezolanischer Sportschütze                                                                                    | 82    |       |
| 25. Oktober | Matthias Gleitze                        | deutscher Kommunalpolitiker und Autor                                                                           | 86    |       |
| 25. Oktober | Mary McCarthy                           | US-amerikanische Schriftstellerin und Frauenrechtlerin                                                          | 77    |       |
| 25. Oktober | Gerard Walschap                         | belgischer Schriftsteller, Vertreter des katholisch-humanistischen Expressionismus                              | 91    |       |
| 25. Oktober | Gerhard Weisser                         | deutscher Sozialwissenschaftler, Hochschullehrer, Politiker (SPD), Vorstandsvorsitzender der Friedrich-Ebert... | 91    |       |
| 26. Oktober | Burt Bales                              | US-amerikanischer Jazz-Stride Pianist                                                                           | 72    |       |
| 26. Oktober | Leonard Borkowicz                       | polnischer Aktivist und Politiker                                                                               | 77    |       |
| 26. Oktober | Erich Brauer                            | deutscher Schauspieler und Theaterintendant                                                                     | 75    |       |
| 26. Oktober | Aadu Hint                               | estnischer Schriftsteller                                                                                       | 79    |       |
| 26. Oktober | Robert Louis Hodapp                     | US-amerikanischer Ordensgeistlicher, Bischof von Belize                                                         | 79    |       |
| 26. Oktober | Mary Martlew                            | britisch-schweizerische Schauspielerin                                                                          | 70    |       |
| 26. Oktober | Charles Pedersen                        | US-amerikanischer Chemiker                                                                                      | 85    |       |
| 26. Oktober | Gordon Reid                             | australischer Politologe und Hochschullehrer, Gouverneur von Western Australia                                  | 66    |       |
| 26. Oktober | Anders Rydberg                          | schwedischer Fußballtorhüter                                                                                    | 86    |       |
| 26. Oktober | Fethi Savaşçı                           | deutsch-türkischer Schriftsteller                                                                               | 59    |       |
| 27. Oktober | Erni Hiir                               | estnischer Dichter und Übersetzer                                                                               | 89    |       |
| 27. Oktober | William Kerwin                          | US-amerikanischer Schauspieler und Drehbuchautor                                                                | 62    |       |
| 27. Oktober | Jörg Knochée                            | deutscher Schauspieler                                                                                          | 44    |       |
| 27. Oktober | Heinz Meynhardt                         | deutscher Verhaltensforscher, Autor und Wildschweinexperte                                                      | 54    |       |
| 27. Oktober | Benjamin Murmelstein                    | österreichischer Rabbiner und letzter Judenältester des Ghettos Theresienstadt                                  | 84    |       |
| 27. Oktober | Kjeld Philip                            | dänischer Politiker, Mitglied des Folketing, Wirtschaftswissenschaftler und Hochschullehrer                     | 77    |       |
| 27. Oktober | Robert von Radetzky                     | deutscher Lyriker und Politiker (CDU), MdA                                                                      | 90    |       |
| 27. Oktober | Carl Schmitt                            | US-amerikanischer Maler, Radierer, Zeichner und Kunsttheoretiker                                                | 100   |       |
| 27. Oktober | Georg Schnath                           | deutscher Historiker                                                                                            | 90    |       |
| 27. Oktober | Ulf Weiß-Vogtmann                       | deutscher Flug- und Ballonsportpionier                                                                          | 89    |       |
| 27. Oktober | Alfred Wilson                           | US-amerikanischer Ruderer                                                                                       | 85    |       |
| 28. Oktober | Rudolf von Bennigsen-Foerder            | deutscher Industriemanager und langjähriger Vorstandsvorsitzender der VEBA AG                                   | 63    |       |
| 28. Oktober | Martin Brandt                           | deutscher Schauspieler                                                                                          | 86    |       |
| 28. Oktober | Laurent Di Lorto                        | französischer Fußballspieler                                                                                    | 80    |       |
| 28. Oktober | Luitpold Haberl                         | Gründungsdirektor des Münchner Fremdspracheninstituts; Mitglied der Freiheitsaktion Bayern                      | 91    |       |
| 28. Oktober | Henry Hall                              | britischer Musiker und Bandleader                                                                               | 91    |       |
| 28. Oktober | Kateb Yacine                            | algerischer Schriftsteller                                                                                      | 60    |       |
| 28. Oktober | Kurt Lange                              | deutscher Militär, Generalleutnant der NVA der DDR                                                              | 66    |       |
| 28. Oktober | Dado Marino                             | US-amerikanischer Boxer                                                                                         | 74    |       |
| 28. Oktober | Halina Szymańska                        | polnische Widerstandskämpferin                                                                                  | 82    |       |
| 29. Oktober | Roland Anderson                         | US-amerikanischer Szenenbildner                                                                                 | 85    |       |
| 29. Oktober | Gerhard Bremer                          | deutscher SS-Angehöriger, Ritterkreuzträger und Bauunternehmer                                                  | 72    |       |
| 29. Oktober | Bruno Cortini                           | italienischer Filmregisseur                                                                                     | 45    |       |
| 29. Oktober | Randolph L. Peterson                    | US-amerikanischer Mammaloge                                                                                     | 69    |       |
| 29. Oktober | Julija Solnzewa                         | sowjetische Filmschauspielerin und -regisseurin                                                                 | 88    |       |
| 30. Oktober | Alonso Arteaga Yepes                    | kolumbianischer römisch-katholischer Geistlicher, Bischof von Espinal                                           | 64    |       |
| 30. Oktober | Herbert Bignall                         | britischer Marathonläufer                                                                                       | 83    |       |
| 30. Oktober | Raymond Durand                          | französischer Fußballspieler                                                                                    | 81    |       |
| 30. Oktober | Karen Aschotowitsch Grigorjan           | sowjetischer Schachspieler                                                                                      | 42    |       |
| 30. Oktober | Lenchen Kunow                           | deutsche Sport-Funktionärin und Autorin                                                                         | 78    |       |
| 30. Oktober | Aristid Lindenmayer                     | ungarischer theoretischer Biologe                                                                               | 63    |       |
| 30. Oktober | Patrick Mooney                          | irischer Politiker                                                                                              | 85    |       |
| 30. Oktober | Erich Reuter                            | deutscher Offizier, zuletzt Generalmajor im Zweiten Weltkrieg                                                   | 85    |       |
| 30. Oktober | Alfred Ulmer                            | deutscher Chemiker und Eisenbahnfotograf                                                                        | 84    |       |
| 30. Oktober | Pedro Vargas                            | mexikanischer Sänger                                                                                            | 85    |       |
| 31. Oktober | Dušan Avsec                             | jugoslawischer Ingenieur der Elektrotechnik                                                                     | 84    |       |
| 31. Oktober | Conrad Beck                             | Schweizer Komponist                                                                                             | 88    |       |
| 31. Oktober | Monica Collingwood                      | US-amerikanische Filmeditorin                                                                                   | 81    |       |
| 31. Oktober | Franz Cornelsen                         | deutscher Verleger, der zu den historischen Bewohnern der Künstlerkolonie Berlin zählt                          | 81    |       |
| 31. Oktober | Resi Pesendorfer                        | österreichische Widerstandskämpferin                                                                            | 87    |       |
| Oktober     | Ulises Carrión                          | mexikanischer Künstler, Schriftsteller, Herausgeber und Buchhändler                                             |       |       |
| Oktober     | Francis J. Love                         | US-amerikanischer Politiker                                                                                     | 88    |       |

## November
| Tag          | Name                                         | Beruf, bekannt als                                                                                     | Alter | Beleg |
| ------------ | -------------------------------------------- | --- | ----- | ----- |
| 1. November  | Heinrich Bredt                               | deutscher Arzt und Pathologe sowie Präsident der Akademie der Wissenschaften und der Literatur         | 83    |       |
| 1. November  | Hoimar von Ditfurth                          | deutscher Arzt, Journalist, Fernsehmoderator und Publizist                                             | 68    |       |
| 1. November  | Günther Singer                               | Vorsitzende der Jüdischen Landesgemeinde Thüringen                                                     | 67    |       |
| 1. November  | Joachim Spiegel                              | deutscher Ägyptologe                                                                                   | 78    |       |
| 1. November  | Karl Steuerwald                              | deutscher Sprachwissenschaftler                                                                        | 84    |       |
| 01. November | Max Streib                                   | Schweizer Handballspieler                                                                              | 76    |       |
| 1. November  | Wilhelm Vehmeier                             | deutscher Politiker (KPD)                                                                              | 96    |       |
| 2. November  | Inés Arredondo                               | mexikanische Schriftstellerin                                                                          | 61    |       |
| 2. November  | Hermann Bengtson                             | deutscher Althistoriker                                                                                | 80    |       |
| 2. November  | Else Eckersberg                              | deutsche Schauspielerin                                                                                | 94    |       |
| 2. November  | Elizabeth Hawley Gasque                      | US-amerikanische Politikerin                                                                           | 103   |       |
| 2. November  | Virgilio Gilardoni                           | Schweizer Historiker                                                                                   | 72    |       |
| 2. November  | Frederick Gordon-Lennox, 9. Duke of Richmond | britischer Adliger und Motorsportler                                                                   | 85    |       |
| 2. November  | Wilhelm Imhoff                               | deutscher Politiker (CDU), MdHB                                                                        | 79    |       |
| 2. November  | William Orchard-Hays                         | US-amerikanischer Mathematiker Informatiker                                                            | 71    |       |
| 2. November  | Gerhard Schumann                             | deutscher Arzt                                                                                         | 70    |       |
| 2. November  | Stefan Staszewski                            | polnischer Politiker                                                                                   | 82    |       |
| 3. November  | Dominique Aplogan                            | beninischer Politiker(Republik Dahomey)                                                                | 76    |       |
| 3. November  | Timoci Bavadra                               | fidschianischer Politiker und 1989 kurzzeitig Premierminister                                          | 55    |       |
| 3. November  | Maria Enser                                  | oberösterreichische Politikerin (SPÖ), Abgeordnete zum Nationalrat                                     | 89    |       |
| 3. November  | Friedrich Klages                             | deutscher Chemiker, Hochschullehrer und Autor                                                          | 85    |       |
| 3. November  | Valentino Pasqualin                          | italienischer Politiker, Mitglied der Camera dei deputati                                              | 58    |       |
| 3. November  | Emil Schulz-Sorau                            | deutscher Künstler und Grafiker                                                                        | 88    |       |
| 3. November  | Edward J. Stack                              | US-amerikanischer Politiker                                                                            | 79    |       |
| 3. November  | Jürgen Tonndorf                              | deutsch-US-amerikanischer HNO-Arzt                                                                     | 75    |       |
| 4. November  | Bernhard Blumenkranz                         | französischer Judaist und Historiker                                                                   | 76    |       |
| 4. November  | Hedwig Haller-Braus                          | Schweizer Bildhauerin                                                                                  | 89    |       |
| 4. November  | Clare Leighton                               | britisch-amerikanische Holzstecherin, Lithografin, Buchillustratorin und Autorin                       | 91    |       |
| 4. November  | Silvio Nicolodi                              | italienischer Politiker                                                                                | 68    |       |
| 4. November  | Bohumil Váňa                                 | tschechischer Tischtennisspieler                                                                       |       |       |
| 4. November  | Fritz Votava                                 | deutscher Politiker (SPD), MdA                                                                         | 83    |       |
| 5. November  | Reinfried von Baumbach                       | deutscher Verwaltungsjurist und Landrat                                                                | 91    |       |
| 5. November  | Wilhelm Gallas                               | deutscher Jurist, Strafrechtstheoretiker und Hochschullehrer                                           | 86    |       |
| 5. November  | Vladimir Horowitz                            | US-amerikanischer Pianist                                                                              | 86    |       |
| 5. November  | Harald Keller                                | deutscher Kunsthistoriker                                                                              | 86    |       |
| 5. November  | Barry Sadler                                 | US-amerikanischer Soldat und Sänger                                                                    | 49    |       |
| 5. November  | Fritz Teufel                                 | deutscher Leichtathletik- und Fußballtrainer                                                           | 79    |       |
| 5. November  | Lu Watters                                   | US-amerikanischer Jazz-Trompeter                                                                       | 77    |       |
| 5. November  | Benigno Zaccagnini                           | italienischer Politiker (DC), Mitglied der Camera dei deputati, MdEP und Arzt                          | 77    |       |
| 6. November  | Margarete Buber-Neumann                      | deutsche Publizistin                                                                                   | 88    |       |
| 6. November  | Nikolai Matwejewitsch Gorlow                 | sowjetischer Schauspieler                                                                              | 77    |       |
| 6. November  | Werner Hilber                                | Schweizer Bildhauer und Maler                                                                          | 89    |       |
| 6. November  | Magdeleine Hutin                             | französische Ordensschwester und Gründerin der Kleinen Schwestern Jesu                                 | 91    |       |
| 6. November  | Yūsaku Matsuda                               | japanischer Schauspieler                                                                               | 40    |       |
| 6. November  | Emil Pischel                                 | deutscher Kunstmaler                                                                                   | 81    |       |
| 6. November  | Sylvester Schmidt                            | deutscher Schauspieler                                                                                 | 68    |       |
| 6. November  | Anni Seelbach                                | deutsche Politikerin (CDU), MdL                                                                        | 85    |       |
| 7. November  | Paula Acker                                  | deutsche SED-Funktionärin                                                                              | 76    |       |
| 7. November  | Andrei Jegorowitsch Borowych                 | sowjetischer Jagdflieger und zweifacher Held der Sowjetunion                                           | 68    |       |
| 7. November  | Josias Jenny                                 | Schweizer Schwyzerörgeli-Virtuose und Komponist                                                        | 69    |       |
| 7. November  | Brunello Rondi                               | italienischer Schauspieler, Drehbuchautor und Regisseur                                                | 64    |       |
| 7. November  | Jan Skácel                                   | tschechischer Dichter                                                                                  | 67    |       |
| 7. November  | J. Curry Street                              | US-amerikanischer Physiker                                                                             | 83    |       |
| 7. November  | Dick Vorisek                                 | US-amerikanischer Tonmeister                                                                           | 71    |       |
| 8. November  | Margarete Aurin                              | deutsche Kindergärtnerin und Montessori-Pädagogin                                                      | 92    |       |
| 8. November  | Franz Rautek                                 | österreichischer Jiu-Jitsu-Lehrer und Erfinder des Rautek-Griffes                                      | 87    |       |
| 8. November  | Yitzhak Raveh                                | deutsch-israelischer Richter                                                                           | 82    |       |
| 8. November  | Gino Soldà                                   | italienischer Bergsteiger                                                                              | 82    |       |
| 8. November  | Alfred H. Unger                              | deutscher Schriftsteller, Bühnenautor (Dramatiker), Chefdramaturg der UFA sowie Übersetzer (1924–1933) | 91    |       |
| 8. November  | Howard Yates                                 | australischer Sprinter                                                                                 | 76    |       |
| 9. November  | Alfonz Bednár                                | slowakischer Schriftsteller, Drehbuchautor und Übersetzer                                              | 75    |       |
| 9. November  | Fritz Butz                                   | deutsch-schweizerischer Filmarchitekt, Bühnen- und Kostümbildner sowie Illustrator                     | 80    |       |
| 9. November  | Hans Junghanns                               | deutscher Architekt                                                                                    | 83    |       |
| 9. November  | Elfriede Kirchhof                            | deutsche Leichtathletin                                                                                | 75    |       |
| 9. November  | Horst Kretzschmar                            | deutscher Lehrer und Sozialpädagoge                                                                    | 51    |       |
| 9. November  | Bill Neilson                                 | australischer Politiker                                                                                | 64    |       |
| 9. November  | Nenad Petrović                               | jugoslawischer Schachkomponist                                                                         | 82    |       |
| 9. November  | Adolf Rodewyk                                | deutscher Jesuitenpater und Exorzist                                                                   | 94    |       |
| 9. November  | Erwin Stetter                                | deutscher Allgemeinarzt, Standespolitiker und Schriftsteller                                           |       |       |
| 9. November  | Leen Vente                                   | niederländischer Fußballspieler                                                                        | 78    |       |
| 10. November | Peter Berglar                                | deutscher Historiker                                                                                   | 70    |       |
| 10. November | Ants Saar                                    | estnischer Prosaist und Parteifunktionär                                                               | 68    |       |
| 10. November | Hans Sommer                                  | Schweizer Lehrer, Heimatforscher und Kulturhistoriker                                                  | 89    |       |
| 10. November | Craig J. Spence                              | US-amerikanischer Journalist und Lobbyist                                                              | 49    |       |
| 11. November | Friedrich Ludwig Berzeviczy-Pallavicini      | österreichisch-ungarischer Maler und Graphiker, Innenarchitekt und Bühnenbildner                       | 80    |       |
| 11. November | Herbert Greiner-Mai                          | deutscher Germanist und Verlagslektor                                                                  | 62    |       |
| 11. November | Kenny Hagood                                 | US-amerikanischer Jazzsänger                                                                           |       |       |
| 11. November | Fritz Hartmann                               | Schweizer Radrennfahrer                                                                                | 78    |       |
| 11. November | Martin Keilhacker                            | deutscher Psychologe und Medienpädagoge                                                                | 95    |       |
| 11. November | Natalio Pescia                               | argentinischer Fußballspieler                                                                          | 67    |       |
| 11. November | Francesco Stefani                            | deutscher Regisseur, Autor, Redakteur im Bayerischen Fernsehen (1964–1988)                             | 66    |       |
| 12. November | Dolores Ibárruri                             | spanische Revolutionärin und Politikerin in der Arbeiterbewegung                                       | 93    |       |
| 12. November | Trudel Meyer                                 | deutsche Politikerin (SPD), MdB                                                                        | 67    |       |
| 12. November | Ernst Nickel                                 | deutscher Prähistoriker                                                                                | 87    |       |
| 13. November | Victor Davis                                 | kanadischer Schwimmer                                                                                  | 25    |       |
| 13. November | Franz Josef II.                              | liechtensteinischer Adeliger, Fürst und Graf von Liechtenstein                                         | 83    |       |
| 13. November | Roger Heman Jr.                              | US-amerikanischer Tontechniker                                                                         | 57    |       |
| 13. November | Wolfgang Kreutter                            | deutscher Bildhauer                                                                                    | 65    |       |
| 13. November | Karl Rathsack                                | deutscher Agrikulturchemiker auf dem Gebiet der Pflanzenernährung                                      | 90    |       |
| 13. November | Hans-Günther Sohl                            | deutscher Industriemanager                                                                             | 83    |       |
| 14. November | Choe Dok-sin                                 | koreanischer Politiker und Diplomat                                                                    | 75    |       |
| 14. November | Wild Bill Davison                            | US-amerikanischer Jazz-Kornettist                                                                      | 83    |       |
| 14. November | Käthe Hoffrage                               | deutsche Politikerin (SPD), MdBB                                                                       | 69    |       |
| 14. November | Wilhelm Keilmann                             | deutscher Pianist, Kapellmeister und Komponist                                                         | 81    |       |
| 14. November | Rémi Laurent                                 | französischer Schauspieler                                                                             | 32    |       |
| 14. November | Jimmy Murphy                                 | walisischer Fußballspieler und -trainer                                                                | 79    |       |
| 15. November | Constance Binney                             | US-amerikanische Schauspielerin der Stummfilmära                                                       | 93    |       |
| 15. November | Paul Bronisch                                | deutscher Bildhauer                                                                                    | 85    |       |
| 15. November | Georg Heubeck                                | deutscher Versicherungsmathematiker                                                                    | 78    |       |
| 15. November | Càndida Pérez i Martínez                     | katalanische Coupletsängerin und Komponistin                                                           | 96    |       |
| 16. November | Ignacio Ellacuría                            | katholischer Priester, Jesuit, Philosoph, Theologe und Märtyrer                                        | 59    |       |
| 16. November | Franz Enge                                   | österreichischer Politiker (SPÖ), Landtagsabgeordneter, Abgeordneter zum Nationalrat                   | 76    |       |
| 16. November | Gerhard Kegel                                | deutscher Diplomat                                                                                     | 82    |       |
| 16. November | Segundo Montes                               | spanisch-salvadorianischer Jesuit, Befreiungstheologe und Hochschullehrer                              | 56    |       |
| 16. November | Rose Murphy                                  | US-amerikanische Rhythm-and-Blues- und Jazzsängerin sowie Pianistin                                    | 76    |       |
| 16. November | Erling Sivertsen                             | norwegischer Zoologe und Karzinologe                                                                   | 84    |       |
| 17. November | Hans Arnhold                                 | österreichischer Politiker (NSDAP), Landtagsabgeordneter                                               | 78    |       |
| 17. November | Francis John Dunn                            | US-amerikanischer Geistlicher, Weihbischof in Dubuque                                                  | 67    |       |
| 17. November | Otto Freiherr von Fircks                     | deutscher Landwirt, SS-Obersturmführer und Politiker (CDU), MdL, MdB                                   | 77    |       |
| 17. November | Leiba Kacs                                   | lettischer Fußballspieler                                                                              | 77    |       |
| 17. November | Michele Lacerenza                            | italienischer Trompeter und Filmkomponist                                                              | 67    |       |
| 17. November | Cajetan Graf von Spreti                      | deutscher paramilitärischer Aktivist                                                                   | 84    |       |
| 17. November | Conny Wessmann                               | deutsche Studentin, von Teilen der linken Szene als eine Art Märtyrerin betrachtet                     | 24    |       |
| 18. November | Elfie Beyer                                  | deutsche Schauspielerin und Synchronsprecherin                                                         | 69    |       |
| 18. November | Romano Bilenchi                              | italienischer Journalist und Schriftsteller                                                            | 80    |       |
| 18. November | Johnny Haymer                                | US-amerikanischer Schauspieler                                                                         | 69    |       |
| 18. November | Rudolf Henn                                  | deutscher Wirtschaftswissenschaftler                                                                   | 67    |       |
| 18. November | Hans Löwe                                    | deutscher Landwirt, Pferdezüchter und Hochschullehrer                                                  | 86    |       |
| 18. November | Heinz Neuber                                 | deutscher Maschinenbauingenieur                                                                        | 82    |       |
| 18. November | August Seider                                | deutscher Sänger und Opernsänger                                                                       | 88    |       |
| 18. November | Hendrik de Vries                             | niederländischer Dichter und Grafiker                                                                  | 93    |       |
| 18. November | Freddie Waits                                | US-amerikanischer Jazz-Schlagzeuger                                                                    | 46    |       |
| 18. November | Thomas Würtenberger                          | deutscher Rechtswissenschaftler, Kriminologe und Hochschullehrer                                       | 82    |       |
| 19. November | Nancy Drexel                                 | US-amerikanische Schauspielerin                                                                        | 79    |       |
| 19. November | David Haunfelder                             | deutscher Zahnmediziner sowie Hochschullehrer                                                          | 77    |       |
| 19. November | Mohammad Abdul Jalil                         | Freiheitskämpfer in Bangladesch                                                                        | 47    |       |
| 19. November | Anton Volmert                                | deutscher Politiker (CDU), MdL                                                                         | 79    |       |
| 20. November | Joosep Aavik                                 | estnischer Organist, Chorleiter, Musikpädagoge und Musikkritiker                                       | 90    |       |
| 20. November | Lynn Bari                                    | US-amerikanische Schauspielerin                                                                        | 75    |       |
| 20. November | Pierre Costabel                              | französischer Wissenschaftshistoriker                                                                  | 77    |       |
| 20. November | Kurt Herberts                                | deutscher Unternehmer, Gründer der Wuppertaler Lackfirma Herberts                                      | 88    |       |
| 20. November | Sepp Mayrhuber                               | österreichischer Maler                                                                                 | 85    |       |
| 20. November | Gültekin Oransay                             | türkischer Musikwissenschaftler                                                                        | 59    |       |
| 20. November | Franz Rydz                                   | deutscher Sportfunktionär                                                                              | 62    |       |
| 20. November | Leonardo Sciascia                            | italienischer Schriftsteller und Politiker, MdEP                                                       | 68    |       |
| 20. November | Rachel Wischnitzer                           | russisch-US-amerikanische Kunsthistorikerin                                                            | 104   |       |
| 21. November | Edward Bawden                                | britischer Maler, Grafiker, Illustrator und Designer                                                   | 86    |       |
| 21. November | Peter Burton                                 | britischer Schauspieler                                                                                | 68    |       |
| 21. November | Heiko Fischer                                | deutscher Eiskunstläufer                                                                               | 29    |       |
| 21. November | Will Glahé                                   | deutscher Akkordeonist, Komponist und Bandleader                                                       | 87    |       |
| 21. November | Harvey Hart                                  | US-amerikanischer Filmregisseur und -produzent                                                         | 61    |       |
| 21. November | Jacques Planté                               | französischer Schachspieler und Filmproduzent                                                          | 65    |       |
| 21. November | Franz Weber                                  | österreichischer Politiker (SPÖ) und Bezirksvorsteher                                                  | 79    |       |
| 22. November | C. C. Beck                                   | US-amerikanischer Comiczeichner                                                                        | 79    |       |
| 22. November | John Field                                   | US-amerikanischer Jazzmusiker (Kontrabass)                                                             |       |       |
| 22. November | Kurt Jaroschek                               | deutscher Ingenieurwissenschaftler                                                                     | 91    |       |
| 22. November | Abdul Rashid Kardar                          | indischer Filmregisseur und Filmschauspieler                                                           | 85    |       |
| 22. November | René Moawad                                  | libanesischer Staatspräsident                                                                          | 64    |       |
| 22. November | Friedrich Neumann                            | österreichischer Komponist                                                                             | 74    |       |
| 22. November | Edda Rönckendorff                            | deutsche Schriftstellerin und Übersetzerin                                                             | 65    |       |
| 22. November | Schamil Kerimowitsch Serikow                 | sowjetischer Ringer                                                                                    | 33    |       |
| 23. November | Renate Brockpähler                           | deutsche Volkskundlerin                                                                                | 62    |       |
| 23. November | Martin Glaessner                             | australischer Geologe und Paläontologe                                                                 | 82    |       |
| 23. November | Sidney Janis                                 | US-amerikanischer Kunsthändler                                                                         | 93    |       |
| 23. November | Oskar-Erich Peter                            | deutscher Erfinder und Ingenieur                                                                       |       |       |
| 23. November | Ernest Schüle                                | Schweizer Romanist, Dialektologe und Ethnologe                                                         | 77    |       |
| 24. November | Abdallah Yusuf Azzam                         | islamistischer Theologe und Mentor von Osama bin Laden                                                 |       |       |
| 24. November | Fritz Grünzweig                              | deutscher evangelischer Pfarrer                                                                        | 75    |       |
| 24. November | Lawrence A. Hyland                           | US-amerikanischer Elektroingenieur                                                                     | 92    |       |
| 24. November | Helmut Janatsch                              | österreichischer Kammerschauspieler                                                                    | 71    |       |
| 24. November | Richard Korherr                              | deutscher Nationalökonom und Statistiker                                                               | 86    |       |
| 24. November | Camill Siegwarth                             | deutscher Politiker (CDU), MdL                                                                         | 71    |       |
| 24. November | Alexander Wiedenhoff                         | deutscher Unternehmer, Direktor der Friedrich Wilhelms-Hütte                                           | 88    |       |
| 25. November | Salo W. Baron                                | jüdischer Historiker                                                                                   | 94    |       |
| 25. November | Claus Clausen                                | deutscher Theater- und Filmschauspieler                                                                | 90    |       |
| 25. November | Birago Diop                                  | senegalesischer Schriftsteller                                                                         | 82    |       |
| 25. November | Theo Herrmann                                | deutscher Opernsänger und Tenor                                                                        | 82    |       |
| 25. November | Clarence I. Lubin                            | US-amerikanischer Mathematiker                                                                         | 89    |       |
| 26. November | Ahmed Abdallah                               | komorischer Politiker und mehrfach Präsident der Komoren                                               | 71    |       |
| 26. November | Kurt Beißner                                 | deutscher Berghauptmann des Oberbergamts Clausthal                                                     | 74    |       |
| 26. November | Eduardo García Maroto                        | spanischer Filmregisseur, Drehbuchautor, Filmeditor und Schauspieler                                   | 85    |       |
| 26. November | Gunnar Hedlund                               | schwedischer Politiker (Centerpartiet), Mitglied des Riksdag und Landwirt                              | 89    |       |
| 26. November | Morrice James, Baron St Brides               | britischer Diplomat und Mitglied des Oberhauses (Conservative Party)                                   | 73    |       |
| 26. November | Wolfgang Otto                                | deutscher SS-Stabsscharführer im KZ Buchenwald                                                         | 78    |       |
| 26. November | Frank Zwillinger                             | österreichischer Schriftsteller                                                                        | 79    |       |
| 27. November | Carlos Arias Navarro                         | spanischer Politiker                                                                                   | 80    |       |
| 27. November | Hans Bode                                    | deutscher Chemiker                                                                                     | 84    |       |
| 27. November | Walter Braun                                 | deutscher Großkaufmann und Senator (Bayern)                                                            | 76    |       |
| 27. November | Lili Liliana                                 | polnische Schauspielerin jüdischer Herkunft                                                            | 76    |       |
| 27. November | Trude von Molo                               | österreichische Schauspielerin                                                                         | 82    |       |
| 27. November | Erich Pfeiffer-Belli                         | deutscher Journalist und Schriftsteller                                                                | 88    |       |
| 27. November | Fritz Poleck                                 | deutscher Heeresoffizier                                                                               | 84    |       |
| 27. November | Henry von Prahl                              | kolumbianischer Insektenforscher                                                                       | 41    |       |
| 27. November | Achim Strietzel                              | deutscher Schauspieler und Kabarettist                                                                 | 63    |       |
| 28. November | Ernesto Civardi                              | italienischer Kurienkardinal der römisch-katholischen Kirche                                           | 83    |       |
| 28. November | Erwin Deyhle                                 | deutscher Fußballspieler                                                                               | 75    |       |
| 28. November | Rate Furlan                                  | italienischer Filmregisseur und Schauspieler                                                           | 78    |       |
| 28. November | Silvio Galizia                               | Schweizer Architekt und Künstler                                                                       | 64    |       |
| 28. November | Kurt Riemer                                  | deutscher Jazz- und Unterhaltungsmusiker (Trompete, Orchesterleitung)                                  | 76    |       |
| 28. November | Francis VerSnyder                            | US-amerikanischer Ingenieur und Metallurge                                                             | 64    |       |
| 28. November | Jo Vincent                                   | niederländische Konzertsängerin und Gesangslehrerin                                                    | 91    |       |
| 29. November | Andreas Alariesto                            | finnischer Maler                                                                                       | 88    |       |
| 29. November | Ann Burton                                   | niederländische Jazzsängerin                                                                           | 56    |       |
| 29. November | Valentina Kameníková                         | ukrainische Pianistin und Musikpädagogin                                                               | 58    |       |
| 29. November | Ödön Zombori                                 | ungarischer Ringer                                                                                     | 83    |       |
| 30. November | Ahmadou Ahidjo                               | kamerunischer Präsident                                                                                | 65    |       |
| 30. November | August Blumensaat                            | deutscher Langstreckenläufer                                                                           | 78    |       |
| 30. November | Hassan Fathy                                 | ägyptischer Architekt                                                                                  | 89    |       |
| 30. November | Charles Fosset                               | französischer Fußballspieler und -trainer                                                              | 79    |       |
| 30. November | Alfred Herrhausen                            | deutscher Bankmanager und Vorstandssprecher der Deutschen Bank                                         | 59    |       |
| 30. November | Göran Järvefelt                              | schwedischer Regisseur und Schauspieler                                                                | 42    |       |
| 30. November | Josef Klíma                                  | tschechoslowakischer Rechtshistoriker und Altorientalist                                               | 80    |       |
| 30. November | Alexander Malachovsky                        | ungarisch-deutscher Schauspieler, Hörspielsprecher und -Regisseur                                      | 67    |       |
| 30. November | Gottfried Pohlan                             | deutscher Motorradrennfahrer                                                                           | 62    |       |
| 30. November | Alexander Schwan                             | deutscher Politikwissenschaftler                                                                       | 58    |       |
| 30. November | Ferenc Sziklai                               | ungarischer Fußballtorhüter                                                                            | 75    |       |
| 30. November | Pier Luigi Vestrini                          | italienisch Ruderer und Maler                                                                          | 84    |       |
| November     | Édouard Candeveau                            | Schweizer Ruderer                                                                                      | 91    |       |
| November     | Armando Gentilucci                           | italienischer Komponist                                                                                | 50    |       |
| November     | Elfriede Trautner                            | österreichische Grafikerin                                                                             | 64    |       |
| November     | Alberto Viani                                | italienischer Bildhauer                                                                                | 83    |       |

## Dezember
| Tag          | Name                                            | Beruf, bekannt als                                                                                              | Alter | Beleg |
| ------------ | ----------------------------------------------- | --- | ----- | ----- |
| 1. Dezember  | Alvin Ailey                                     | US-amerikanischer Tänzer und Choreograf                                                                         | 58    |       |
| 1. Dezember  | Heinz Brendel                                   | deutscher Automobilrennfahrer                                                                                   | 74    |       |
| 1. Dezember  | Billy Lyall                                     | schottischer Musiker                                                                                            | 36    |       |
| 1. Dezember  | Gustav Friedrich Schmiedl                       | österreichischer Erfinder und Unternehmer                                                                       | 84    |       |
| 1. Dezember  | Paul Strenkert                                  | deutscher Gewerkschafter und Politiker (BVP, CSU), MdL                                                          | 90    |       |
| 1. Dezember  | William Vandivert                               | US-amerikanischer Fotograf und Fotoagenturgründer                                                               | 77    |       |
| 1. Dezember  | Sepp Vees                                       | deutscher Maler                                                                                                 | 81    |       |
| 2. Dezember  | Karl-Erik Alberts                               | schwedischer Kameramann                                                                                         | 78    |       |
| 2. Dezember  | Emil Fucik                                      | österreichischer Politiker (SPÖ), Landtagsabgeordneter                                                          | 77    |       |
| 2. Dezember  | Georg Krug                                      | deutscher Landwirt und Politiker (CSU), MdB                                                                     | 83    |       |
| 2. Dezember  | Fritz Kütemeyer                                 | deutscher Sportfunktionär, Präsident des Deutschen Tennis Bundes                                                | 77    |       |
| 2. Dezember  | Erich Richter                                   | deutscher Widerstandskämpfer, Parteifunktionär (KPD/SED) und Journalist                                         | 81    |       |
| 2. Dezember  | Michael Stern                                   | österreichischer Rechtsanwalt und Strafverteidiger                                                              | 91    |       |
| 3. Dezember  | Sourou-Migan Apithy                             | beninischer Politiker und Präsident von Dahomey (1964–1965)                                                     | 76    |       |
| 3. Dezember  | Mario Astorri                                   | italienischer Fußballspieler                                                                                    | 69    |       |
| 3. Dezember  | Gerhard Ladner                                  | deutscher Filmarchitekt                                                                                         | 78    |       |
| 3. Dezember  | Fernando Martín                                 | spanischer Basketballspieler                                                                                    | 27    |       |
| 3. Dezember  | Ruth Michaelis                                  | deutsche Opernsängerin (Alt)                                                                                    | 80    |       |
| 3. Dezember  | Alexander Michailowitsch Obuchow                | russischer Mathematiker und Physiker                                                                            | 71    |       |
| 3. Dezember  | Carlo Rim                                       | französischer Autor, Drehbuchautor, Produzent und Regisseur                                                     | 86    |       |
| 3. Dezember  | Jimmy Shirley                                   | US-amerikanischer Jazzgitarrist                                                                                 | 76    |       |
| 4. Dezember  | Elisabeth Biebl                                 | deutsche Operettensängerin (Soubrette, Sopran) und Schauspielerin                                               | 74    |       |
| 4. Dezember  | Elwyn Jones, Baron Elwyn-Jones                  | britischer Jurist und Politiker, Mitglied des House of Commons                                                  | 80    |       |
| 4. Dezember  | Karl Meier                                      | deutscher Politiker (KPD), MdR                                                                                  | 87    |       |
| 4. Dezember  | Bernard Piché                                   | kanadischer Organist, Komponist und Musikpädagoge                                                               | 81    |       |
| 4. Dezember  | José María Velasco Maidana                      | bolivianischer Komponist und Regisseur                                                                          |       |       |
| 5. Dezember  | Juan Manuel Acuña                               | chilenischer Fußballspieler                                                                                     | 68    |       |
| 5. Dezember  | Edoardo Amaldi                                  | italienischer Physiker                                                                                          | 81    |       |
| 5. Dezember  | Walter Baechi                                   | Schweizer Anwalt, Gründer der Sterbehilfeorganisation Exit                                                      | 80    |       |
| 5. Dezember  | Max Kuna                                        | deutscher Fabrikant                                                                                             | 88    |       |
| 5. Dezember  | Li Keran                                        | chinesischer Maler                                                                                              | 82    |       |
| 5. Dezember  | Ernst Lieb                                      | Schweizer Politiker (BGB)                                                                                       | 91    |       |
| 5. Dezember  | George Machin                                   | schottischer Politiker der Labour Party                                                                         | 66    |       |
| 5. Dezember  | John Pritchard                                  | englischer Dirigent                                                                                             | 68    |       |
| 5. Dezember  | Rosalia Wenger                                  | Schweizer Autorin                                                                                               | 83    |       |
| 6. Dezember  | Frances Bavier                                  | US-amerikanische Charakterdarstellerin                                                                          | 86    |       |
| 6. Dezember  | Lothar Bechtel                                  | deutscher Fußballspieler                                                                                        | 63    |       |
| 6. Dezember  | Johannes Dietz Degen                            | deutsch-schwedischer Musikwissenschaftler                                                                       | 79    |       |
| 6. Dezember  | Sammy Fain                                      | US-amerikanischer Komponist und Songwriter                                                                      | 87    |       |
| 6. Dezember  | Rolf Johannesson                                | deutscher Marineoffizier, Konteradmiral, Befehlshaber der Flotte                                                | 89    |       |
| 6. Dezember  | Marc Lépine                                     | kanadischer Amokläufer                                                                                          | 25    |       |
| 6. Dezember  | John Payne                                      | US-amerikanischer Schauspieler und Sänger                                                                       | 77    |       |
| 6. Dezember  | Marc Piccard                                    | Schweizer Architekt                                                                                             | 84    |       |
| 6. Dezember  | Ćamil Sijarić                                   | jugoslawischer Romanautor, Verfasser von Kurzgeschichten und Reporter                                           | 75    |       |
| 7. Dezember  | Luis Calderón Vega                              | mexikanischer Autor und Politiker und Mitbegründer der Partido Acción Nacional                                  | 78    |       |
| 7. Dezember  | Alexander Grüter                                | deutscher Filmproduzent                                                                                         | 82    |       |
| 7. Dezember  | Mikael Juul Hvorslev                            | dänischer Ingenieur für Grundbau und Bodenmechanik                                                              | 93    |       |
| 7. Dezember  | Leopold Kletter                                 | österreichischer Meteorologe                                                                                    | 77    |       |
| 7. Dezember  | Werner Ranck                                    | deutscher Offizier, zuletzt Generalleutnant im Zweiten Weltkrieg                                                | 85    |       |
| 7. Dezember  | Ernst Rösser                                    | deutscher Priester, Hochschullehrer und Senator (Bayern)                                                        | 86    |       |
| 7. Dezember  | Sirima                                          | britische Sängerin                                                                                              | 25    |       |
| 7. Dezember  | Wadim Semjonowitsch Spiridonow                  | sowjetischer Filmschauspieler und Synchronsprecher                                                              | 45    |       |
| 07. Dezember | Melchior Wezel                                  | Schweizer Turner                                                                                                | 86    |       |
| 8. Dezember  | Szymon Datner                                   | polnischer Historiker                                                                                           | 87    |       |
| 8. Dezember  | Max Grundig                                     | deutscher Unternehmer, Gründer der Grundig AG                                                                   | 81    |       |
| 8. Dezember  | Hans Hartung                                    | deutsch-französischer Maler und Grafiker                                                                        | 85    |       |
| 8. Dezember  | Hanns Kleinertz                                 | deutscher Komponist und Dirigent                                                                                | 84    |       |
| 8. Dezember  | Mykola Liwyzkyj                                 | ukrainischer Exilpolitiker und 3. Präsident der Ukrainischen Volksrepublik im Exil                              | 82    |       |
| 8. Dezember  | Robert Löffler                                  | österreichischer Funktionär und Politiker (ÖVP), Abgeordneter zum Nationalrat, Mitglied des Bundesrates         | 59    |       |
| 9. Dezember  | Johannes Bernard                                | deutscher römisch-katholischer Geistlicher, Fundamentaltheologe und Religionswissenschaftler                    | 63    |       |
| 9. Dezember  | Edward J. Bloustein                             | US-amerikanischer Jurist, Hochschullehrer und langjähriger Präsident der Rutgers University                     | 64    |       |
| 9. Dezember  | William P. Ennis                                | US-amerikanischer Generalleutnant der US Army                                                                   | 85    |       |
| 9. Dezember  | Takeshi Kaikō                                   | japanischer Schriftsteller                                                                                      | 58    |       |
| 9. Dezember  | Hermann Mylius                                  | deutscher Flugzeugkonstrukteur                                                                                  | 73    |       |
| 9. Dezember  | R. G. Springsteen                               | US-amerikanischer Film- und Fernsehregisseur                                                                    | 85    |       |
| 10. Dezember | Sam Barkas                                      | englischer Fußballspieler und -trainer                                                                          | 79    |       |
| 10. Dezember | René Binz                                       | Schweizer Politiker und Staatsrat des Kantons Freiburg                                                          | 87    |       |
| 10. Dezember | Loys Choquart                                   | Schweizer Jazzmusiker und Radiomoderator                                                                        | 69    |       |
| 10. Dezember | Frederick Hedges                                | kanadischer Ruderer                                                                                             | 86    |       |
| 10. Dezember | Heinrich Schade                                 | deutscher Mediziner, Humangenetiker und Hochschullehrer                                                         | 82    |       |
| 10. Dezember | Margarita Schwarz-Gagg                          | Schweizer Mutter der schweizerischen Mutterschaftsversicherung                                                  | 89    |       |
| 11. Dezember | Louise Dahl-Wolfe                               | US-amerikanische Fotografin                                                                                     | 94    |       |
| 11. Dezember | Howard Lang                                     | britischer Schauspieler                                                                                         | 78    |       |
| 11. Dezember | Georg von Lilienfeld                            | deutscher Diplomat                                                                                              | 77    |       |
| 11. Dezember | Guido Attilio Previtali                         | italienischer Ordensgeistlicher und römisch-katholischer Apostolischer Vikar von Tripolis                       | 75    |       |
| 11. Dezember | Ernst Schroeder                                 | deutscher Maler und Grafiker                                                                                    | 61    |       |
| 11. Dezember | Gerhard Tackmann                                | deutscher Politiker (SPD), MdL                                                                                  | 78    |       |
| 11. Dezember | Elías Valiña Sampedro                           | spanischer Geistlicher; Visionär des modernen Jakobsweges                                                       | 60    |       |
| 12. Dezember | Carlos Barral                                   | spanischer Dichter, Verleger und Politiker, MdEP                                                                | 61    |       |
| 12. Dezember | Helen Creighton                                 | kanadische Musikethnologin und Volksliedsammlerin                                                               | 90    |       |
| 12. Dezember | Hans Czermak                                    | österreichischer Kinderarzt                                                                                     | 76    |       |
| 12. Dezember | Arnold Ebert                                    | deutscher Jurist und Staatssekretär                                                                             | 68    |       |
| 12. Dezember | Edgar Kittner                                   | deutscher Unternehmer, Gründer der Kittner-Gruppe und Rennfahrer                                                | 88    |       |
| 12. Dezember | Wilhelm Mrazek                                  | österreichischer Kunsthistoriker und Museumsleiter                                                              | 76    |       |
| 13. Dezember | Martin Baring                                   | deutscher Jurist und Senatspräsident beim Bundesverwaltungsgericht                                              | 85    |       |
| 13. Dezember | Robert D. Blue                                  | US-amerikanischer Politiker, Gouverneur von Iowa                                                                | 91    |       |
| 13. Dezember | Michele Fanelli                                 | italienischer Marathonläufer                                                                                    | 82    |       |
| 13. Dezember | Helmut Georg                                    | deutscher Maler                                                                                                 | 74    |       |
| 13. Dezember | Friedrich Grohs                                 | österreichischer Anwalt und Widerstandskämpfer                                                                  | 72    |       |
| 13. Dezember | Bob Lessey                                      | US-amerikanischer Jazzmusiker                                                                                   | 79    |       |
| 13. Dezember | Robs Mayer                                      | deutscher Künstler, Maler, Grafiker und Kunsterzieher                                                           | 81    |       |
| 13. Dezember | Petra Moll                                      | deutsche Kunstmalerin                                                                                           | 68    |       |
| 13. Dezember | Josef Rohata                                    | österreichischer Politiker (SPÖ), Landtagsabgeordneter                                                          | 80    |       |
| 13. Dezember | Eberhard Schaetzing                             | deutscher Gynäkologe und Psychoanalytiker                                                                       | 84    |       |
| 13. Dezember | Michał Wiłkomirski                              | polnischer Geiger, Bratschist und Musikpädagoge                                                                 | 87    |       |
| 14. Dezember | Lucien Aguettand                                | französischer Filmarchitekt                                                                                     | 88    |       |
| 14. Dezember | Hans-Josef Bost                                 | deutscher Politiker (CDU), MdL                                                                                  | 73    |       |
| 14. Dezember | Narciso Busquets                                | mexikanischer Schauspieler und Synchronsprecher                                                                 | 58    |       |
| 14. Dezember | Lionello De Felice                              | italienischer Drehbuchautor und Filmregisseur                                                                   | 73    |       |
| 14. Dezember | Walter Grab                                     | Schweizer Maler und Surrealist                                                                                  | 62    |       |
| 14. Dezember | Gerry Healy                                     | trotzkistischer Politiker                                                                                       | 76    |       |
| 14. Dezember | Konrad Lechner                                  | deutscher Komponist, Dirigent, Blockflötist, Gambist und Hochschullehrer                                        | 78    |       |
| 14. Dezember | Jock Mahoney                                    | US-amerikanischer Schauspieler und Stuntman findagrave.com                                                      | 70    |       |
| 14. Dezember | Georges Poitou                                  | französischer Mathematiker                                                                                      | 63    |       |
| 14. Dezember | Andrei Dmitrijewitsch Sacharow                  | sowjetischer Kernphysiker, Dissident, Friedensnobelpreisträger                                                  | 68    |       |
| 14. Dezember | Charlotte Schellenberg                          | deutsche Schauspielerin                                                                                         | 79    |       |
| 15. Dezember | Anders Andersson                                | schwedischer Eishockeyspieler                                                                                   | 52    |       |
| 15. Dezember | Ben Barzman                                     | US-amerikanischer Drehbuchautor                                                                                 | 78    |       |
| 15. Dezember | Gonzalo Rodríguez Gacha                         | kolumbianischer Drogenhändler; Mitglied des Medellín-Kartells                                                   |       |       |
| 15. Dezember | Charles Holland                                 | britischer Radrennfahrer                                                                                        | 81    |       |
| 15. Dezember | Alfonso Höfer Hombach                           | deutscher Missionar und Geistlicher                                                                             | 78    |       |
| 15. Dezember | Ruth Klinger                                    | deutsch-israelische Kabarettistin, Schauspielerin, Diplomatin                                                   | 83    |       |
| 15. Dezember | Martinus J. Langeveld                           | niederländischer Lehrer und Professor für Pädagogik                                                             | 84    |       |
| 15. Dezember | Arnold Moss                                     | US-amerikanischer Theater- und Filmschauspieler                                                                 | 79    |       |
| 15. Dezember | Max Pöppel                                      | deutscher Maler und Bildhauer                                                                                   |       |       |
| 15. Dezember | Ali Şen                                         | türkischer Schauspieler                                                                                         |       |       |
| 15. Dezember | Edward Underdown                                | britischer Schauspieler                                                                                         | 81    |       |
| 15. Dezember | George Wronkow                                  | deutsch-US-amerikanischer Journalist                                                                            | 84    |       |
| 16. Dezember | Emile de Antonio                                | US-amerikanischer Regisseur und Produzent von Dokumentarfilmen                                                  |       |       |
| 16. Dezember | Oscar Gálvez                                    | argentinischer Formel-1-Rennfahrer                                                                              | 76    |       |
| 16. Dezember | Rolf Hößelbarth                                 | deutscher Gewerkschafter (FDGB)                                                                                 | 58    |       |
| 16. Dezember | Kurt Klopsch                                    | deutscher Schauspieler, Kabarettist, Hörspiel- und Synchronsprecher                                             | 83    |       |
| 16. Dezember | Silvana Mangano                                 | italienische Schauspielerin                                                                                     | 59    |       |
| 16. Dezember | Gianni Poggi                                    | italienischer Opernsänger (Tenor)                                                                               | 68    |       |
| 16. Dezember | Aileen Pringle                                  | US-amerikanische Schauspielerin                                                                                 | 94    |       |
| 16. Dezember | Lee Van Cleef                                   | US-amerikanischer Schauspieler                                                                                  | 64    |       |
| 16. Dezember | Marjorie Westbury                               | britische Hörspielsprecherin und Sängerin                                                                       | 84    |       |
| 16. Dezember | Priscilla White                                 | US-amerikanische Diabetologin                                                                                   | 89    |       |
| 17. Dezember | Edward Boyd                                     | schottischer Krimiautor und Drehbuchautor für Filme, TV-Serien und Hörspiele                                    | 73    |       |
| 17. Dezember | Anton Breitenhofer                              | rumänischer Schriftsteller                                                                                      | 77    |       |
| 17. Dezember | Gustav Engel                                    | deutscher Historiker                                                                                            | 96    |       |
| 17. Dezember | Franz Maria Kapfhammer                          | österreichischer Lehrer und Volksbildner                                                                        | 85    |       |
| 17. Dezember | Rudolf Kremayr                                  | österreichischer Verleger                                                                                       | 83    |       |
| 17. Dezember | Erich Kresse                                    | deutscher Maler und Graphiker                                                                                   | 87    |       |
| 17. Dezember | Franz Liebhard                                  | rumäniendeutscher Dichter und Dramaturg                                                                         | 90    |       |
| 17. Dezember | Luciano Salce                                   | italienischer Schauspieler, Filmregisseur und Drehbuchautor                                                     | 67    |       |
| 17. Dezember | Werner Sonvico                                  | österreichischer Zeitungsjournalist                                                                             | 71    |       |
| 17. Dezember | Albert Wedemeyer                                | US-amerikanischer General, Hauptplaner der Invasion in der Normandie                                            | 92    |       |
| 18. Dezember | Olwen Brogan                                    | britische Provinzialrömische Archäologin                                                                        | 89    |       |
| 18. Dezember | Bobby Capó                                      | puerto-ricanischer Sänger und Komponist                                                                         | 67    |       |
| 18. Dezember | Hans Helmut Dickow                              | deutscher Schauspieler und Hörspielsprecher                                                                     | 62    |       |
| 18. Dezember | Erich Duggen                                    | deutscher Maler                                                                                                 | 79    |       |
| 18. Dezember | Sydney Irving, Baron Irving of Dartford         | britischer Politiker                                                                                            | 71    |       |
| 18. Dezember | Enar Josefsson                                  | schwedischer Skilangläufer                                                                                      | 73    |       |
| 18. Dezember | Jack Kilpatrick                                 | britischer Eishockeyspieler                                                                                     | 72    |       |
| 18. Dezember | Heinrich Klein                                  | deutscher Politiker (SPD), MdL, MdB                                                                             | 57    |       |
| 18. Dezember | Ruth Nossenheim                                 | dänisch-deutsche Malerin und Bildhauerin                                                                        | 75    |       |
| 18. Dezember | Oskar Wagner                                    | deutscher evangelischer Theologe und Kirchenhistoriker                                                          | 83    |       |
| 19. Dezember | Herbert Blaize                                  | grenadischer Politiker                                                                                          | 71    |       |
| 19. Dezember | Audrey Christie                                 | US-amerikanische Schauspielerin                                                                                 | 77    |       |
| 19. Dezember | Peter Dunican                                   | britischer Bauingenieur                                                                                         | 71    |       |
| 19. Dezember | Stella Gibbons                                  | britische Autorin, Journalistin und Lyrikerin                                                                   | 87    |       |
| 19. Dezember | Preben Mahrt                                    | dänischer Schauspieler und Sänger                                                                               | 69    |       |
| 19. Dezember | Kirill Trofimowitsch Masurow                    | russischer und weißrussischer Politiker                                                                         | 75    |       |
| 19. Dezember | Max Piendl                                      | deutscher Historiker und Archivar                                                                               | 71    |       |
| 19. Dezember | Hans Rettenbacher                               | österreichischer Jazzbassist und -cellist                                                                       | 50    |       |
| 19. Dezember | Georges Rouquier                                | französischer Dokumentarfilm-Regisseur, Drehbuchautor und Gelegenheitsschauspieler                              | 80    |       |
| 19. Dezember | Óndra Łysohorsky                                | tschechischer Schriftsteller, Dichter, Literaturübersetzer, Philologe, Erschaffer der literarischen lachisch... | 84    |       |
| 20. Dezember | Irma Beilke                                     | deutsche Opernsängerin (Sopran) und Musikpädagogin                                                              | 85    |       |
| 20. Dezember | Kurt Böhme                                      | deutscher Opernsänger (Bass)                                                                                    | 81    |       |
| 20. Dezember | Herbert Bräuer                                  | deutscher Slawist und Sprachwissenschaftler                                                                     | 68    |       |
| 20. Dezember | Heinz Burum                                     | deutscher klassischer Trompeter und Hochschullehrer                                                             | 84    |       |
| 20. Dezember | Ernst Hanssen                                   | deutscher Metall- und Steinbildhauer und Goldschmied                                                            | 82    |       |
| 20. Dezember | Lilly Wächter                                   | deutsche Funktionärin des Demokratischen Frauenbund Deutschlands und Landtagsabgeordnete der SPD                | 90    |       |
| 21. Dezember | Ján Cikker                                      | slowakischer Komponist                                                                                          | 78    |       |
| 21. Dezember | Hugh Elliott                                    | britischer Ornithologe und Administrator von Tristan da Cunha                                                   | 76    |       |
| 21. Dezember | Rotimi Fani-Kayode                              | nigerianisch-britischer Fotokünstler und Aktivist in der AIDS-Arbeit                                            |       |       |
| 21. Dezember | Kurt von der Osten                              | deutscher Oberleutnant der Wehrmacht und Generalleutnant der Bundeswehr                                         | 67    |       |
| 21. Dezember | Soedjatmoko                                     | indonesischer Sozialwissenschaftler, Diplomat, Politiker und Hochschullehrer                                    | 67    |       |
| 21. Dezember | José Zacarías Tallet                            | kubanischer Schriftsteller und Journalist                                                                       | 96    |       |
| 21. Dezember | Dwane Wallace                                   | US-amerikanischer Geschäftsmann und Flugzeugkonstrukteur                                                        | 78    |       |
| 22. Dezember | Samuel Beckett                                  | irischer Schriftsteller und Literaturnobelpreisträger                                                           | 83    |       |
| 22. Dezember | Johannes Jäckli                                 | Schweizer Künstler und Maler                                                                                    | 90    |       |
| 22. Dezember | François Lasserre                               | Schweizer Klassischer Philologe                                                                                 | 70    |       |
| 22. Dezember | Hermann Meyn                                    | deutscher Landwirt und Politiker (SPD), MdL                                                                     | 82    |       |
| 22. Dezember | Vasile Milea                                    | rumänischer Politiker und General                                                                               | 62    |       |
| 22. Dezember | Gustavo Pizarro                                 | chilenischer Fußballspieler                                                                                     | 73    |       |
| 22. Dezember | Massimo Serato                                  | italienischer Schauspieler                                                                                      | 73    |       |
| 22. Dezember | Hans Spigath                                    | deutscher Politiker (SED), Wirtschaftsfunktionär (DDR)                                                          | 64    |       |
| 23. Dezember | Jeff Alexander                                  | US-amerikanischer Filmkomponist                                                                                 | 79    |       |
| 23. Dezember | Gabriel Henning Bultmann                        | römisch-katholischer und später orthodoxer Hierogehumen                                                         |       |       |
| 23. Dezember | Gerhard Frei                                    | deutscher Opernsänger (Bass) und Schauspieler                                                                   | 78    |       |
| 23. Dezember | Josef Heinen                                    | deutscher Kaufmann und Gerechter unter den Völkern                                                              | 91    |       |
| 23. Dezember | Vilma Lehrmann-Amschler                         | deutsche Bildhauerin                                                                                            | 79    |       |
| 23. Dezember | Wilhelm Messerer                                | deutscher Kunsthistoriker                                                                                       | 69    |       |
| 23. Dezember | Walter Pindter                                  | deutscher Kameramann, Filmregisseur und Fernsehproduzent                                                        | 78    |       |
| 23. Dezember | Theodor Pinn                                    | deutscher evangelisch-lutherischer Pastor                                                                       | 91    |       |
| 23. Dezember | Richard Rado                                    | deutscher Mathematiker                                                                                          | 83    |       |
| 23. Dezember | Wolfgang Sauer                                  | deutscher Historiker                                                                                            | 69    |       |
| 23. Dezember | Lennart Strandberg                              | schwedischer Sprinter                                                                                           | 74    |       |
| 23. Dezember | Rudolf Tetzlaff                                 | deutscher Verleger                                                                                              | 84    |       |
| 24. Dezember | Karl Adolphs                                    | deutscher Politiker (KPD/SED)                                                                                   | 85    |       |
| 24. Dezember | Jack Cathcart                                   | US-amerikanischer Jazz-Trompeter, Pianist, Orchesterleiter und Arrangeur                                        | 77    |       |
| 24. Dezember | Heinz Gietz                                     | deutscher Komponist, Musikproduzent, Arrangeur und Liedtexter                                                   | 65    |       |
| 24. Dezember | Lorenz Gyömörey                                 | ungarischer Priester                                                                                            | 58    |       |
| 24. Dezember | Wilmo Kamrath                                   | deutscher Tänzer und Choreograf                                                                                 | 81    |       |
| 24. Dezember | Carlo Kriete                                    | deutscher Maler und Künstler                                                                                    | 65    |       |
| 24. Dezember | Karl Stommel                                    | deutscher Lehrer und Historiker                                                                                 | 67    |       |
| 24. Dezember | Kató Szőnyi                                     | ungarische Regisseurin                                                                                          | 71    |       |
| 25. Dezember | Wilbur T. Blume                                 | US-amerikanischer Filmproduzent                                                                                 | 69    |       |
| 25. Dezember | Alfred Bohl                                     | deutscher Schauspieler, Hörspiel- und Synchronsprecher                                                          | 80    |       |
| 25. Dezember | Elena Ceaușescu                                 | rumänische Politikerin                                                                                          | 73    |       |
| 25. Dezember | Nicolae Ceaușescu                               | rumänischer Politiker                                                                                           | 71    |       |
| 25. Dezember | Frederick F. Houser                             | US-amerikanischer Politiker                                                                                     | 85    |       |
| 25. Dezember | Jean-Étienne Marie                              | französischer Komponist                                                                                         | 72    |       |
| 25. Dezember | Billy Martin                                    | US-amerikanischer Baseballspieler                                                                               | 61    |       |
| 25. Dezember | Riccardo Morandi                                | italienischer Architekt und Bauingenieur                                                                        | 87    |       |
| 25. Dezember | Georgi Alexandrowitsch Muschel                  | russischer Komponist                                                                                            | 80    |       |
| 25. Dezember | Robert Pirosh                                   | US-amerikanischer Drehbuchautor und Filmregisseur                                                               | 79    |       |
| 25. Dezember | Walter Ris                                      | US-amerikanischer Schwimmer                                                                                     | 65    |       |
| 25. Dezember | Domenico Scala                                  | italienischer Kameramann                                                                                        | 86    |       |
| 25. Dezember | Arthur James Seymour                            | guyanischer Dichter                                                                                             | 75    |       |
| 26. Dezember | Lennox Berkeley                                 | englischer Komponist                                                                                            | 86    |       |
| 26. Dezember | Sybil Cholmondeley, Marchioness of Cholmondeley | britische Adelige                                                                                               | 95    |       |
| 26. Dezember | Doug Harvey                                     | kanadischer Eishockeyspieler und -trainer                                                                       | 65    |       |
| 26. Dezember | Leo Havers                                      | deutscher Mediziner                                                                                             | 70    |       |
| 26. Dezember | Werner Jungbluth                                | deutscher Jurist                                                                                                | 83    |       |
| 26. Dezember | Heinrich Vogel                                  | deutscher evangelischer Theologe, Professor für systematische Theologie, Dichter und Komponist                  | 87    |       |
| 26. Dezember | Josef de Vries                                  | deutscher Jesuit, Philosoph und Hochschullehrer                                                                 | 91    |       |
| 27. Dezember | Rodney Arismendi                                | uruguayischer Politiker und marxistischer Theoretiker                                                           | 76    |       |
| 27. Dezember | Manfred Barthel                                 | deutscher Militär, Generalleutnant der LSK/LV der Nationalen Volksarmee                                         | 61    |       |
| 27. Dezember | Stewart Cross                                   | britischer Theologe; Bischof von Blackburn                                                                      | 61    |       |
| 27. Dezember | Helmut Haeusgen                                 | deutscher Bankmanager                                                                                           | 73    |       |
| 27. Dezember | Rainer Kriebel                                  | deutscher Offizier, Diplomat und Nachrichtendienstler                                                           | 81    |       |
| 27. Dezember | Juan Eliseo Mojica Oliveros                     | kolumbianischer römisch-katholischer Geistlicher, Bischof von Garagoa                                           | 71    |       |
| 27. Dezember | Anatoli Robertowitsch Regel                     | russischer Physiker und Hochschullehrer                                                                         | 74    |       |
| 27. Dezember | Arthur Rhames                                   | US-amerikanischer Tenorsaxophonist, Gitarrist und Pianist des Free Jazz                                         | 32    |       |
| 27. Dezember | John Monteath Robertson                         | schottischer Chemiker                                                                                           | 89    |       |
| 27. Dezember | Walter Rose                                     | deutscher Fußballspieler                                                                                        | 77    |       |
| 27. Dezember | Walter Schlüter                                 | deutscher Politiker (SPD), MdL                                                                                  | 68    |       |
| 27. Dezember | Wieland Schmidt                                 | deutscher Germanist und Bibliothekar                                                                            | 85    |       |
| 27. Dezember | Jelysaweta Tschawdar                            | ukrainisch-sowjetische Opernsängerin (Koloratursopran) und Gesangspädagogin                                     | 64    |       |
| 27. Dezemner | Giovanni Tubino                                 | italienischer Turner                                                                                            | 89    |       |
| 28. Dezember | Solomon Birnbaum                                | jiddischer und hebräischer Sprachwissenschaftler und Kunsthistoriker                                            | 98    |       |
| 28. Dezember | Erich Fritz                                     | österreichischer Rechtsmediziner und Hochschullehrer                                                            | 90    |       |
| 28. Dezember | Hubert Hermans                                  | deutscher Jurist, Verwaltungsbeamter und Politiker (CDU), MdL, MdPR                                             | 80    |       |
| 28. Dezember | Karl Humenberger                                | österreichischer Fußballspieler und -trainer                                                                    | 83    |       |
| 28. Dezember | Pawel Alexejewitsch Kurotschkin                 | sowjetischer Armeegeneral                                                                                       | 89    |       |
| 28. Dezember | Hermann Oberth                                  | deutscher Physiker und Raumfahrtpionier                                                                         | 95    |       |
| 28. Dezember | Siegfried Schönherr                             | deutscher Tierarzt und Politiker (FDP)                                                                          | 74    |       |
| 28. Dezember | William Scott                                   | schottischer Maler                                                                                              | 76    |       |
| 28. Dezember | Walter Seuffert                                 | deutscher Jurist und Politiker (SPD), MdB, MdEP                                                                 | 82    |       |
| 28. Dezember | Hans Sølvhøj                                    | dänischer Politiker (Socialdemokraterne), Rundfunkintendant und Hofmarschall                                    | 70    |       |
| 28. Dezember | Adolfine Werbik-Seiberl                         | österreichische Autorin                                                                                         | 77    |       |
| 29. Dezember | Emilio Alonso Larrazábal                        | spanischer Fußballspieler                                                                                       | 77    |       |
| 29. Dezember | Scott Burton                                    | US-amerikanischer Bildhauer und Performancekünstler                                                             | 50    |       |
| 29. Dezember | Marc de Joybert                                 | französischer Admiral                                                                                           | 77    |       |
| 29. Dezember | Saša Večtomov                                   | tschechischer Cellist                                                                                           | 59    |       |
| 29. Dezember | Axel Zarges                                     | deutscher Politiker (CDU), MdEP                                                                                 | 57    |       |
| 30. Dezember | Sten Abel                                       | norwegischer Segler                                                                                             | 90    |       |
| 30. Dezember | Gerhard Altenbourg                              | deutscher Maler und Grafiker                                                                                    | 63    |       |
| 30. Dezember | Øyvind Anker                                    | norwegischer Bibliothekar, Literatur-, Musik- und Theaterhistoriker                                             | 85    |       |
| 30. Dezember | Gustav Barschdorf                               | deutscher Kriegsverbrecher und Verfassungsschutzbeamter                                                         | 81    |       |
| 30. Dezember | Wilhelm Brachmann                               | deutscher Theologe und Religionswissenschaftler                                                                 | 89    |       |
| 30. Dezember | Erich Kauer                                     | deutscher Fußballspieler                                                                                        | 81    |       |
| 30. Dezember | Etienne Leroux                                  | südafrikanischer Schriftsteller                                                                                 | 67    |       |
| 30. Dezember | Miyazaki Yasuji                                 | japanischer Schwimmer                                                                                           | 73    |       |
| 30. Dezember | Georg Tesche                                    | deutscher Politiker (NSDAP), MdR                                                                                | 88    |       |
| 31. Dezember | Georges de Bourguignon                          | belgischer Fechter                                                                                              | 79    |       |
| 31. Dezember | Hans Buwert                                     | deutscher Wirtschaftsrechtsexperte und Wirtschaftsprüfer                                                        | 92    |       |
| 31. Dezember | Clarence Hammar                                 | schwedischer Segler                                                                                             | 90    |       |
| 31. Dezember | Ignatius Kilage                                 | papua-neuguineischer Politiker und Politiker                                                                    |       |       |
| 31. Dezember | Mihály Lantos                                   | ungarischer Fußballspieler                                                                                      | 61    |       |
| 31. Dezember | Bendt Rothe                                     | dänischer Schauspieler, Regisseur und Jurist                                                                    | 68    |       |
| 31. Dezember | Gerhard Schröder                                | deutscher Politiker (CDU), MdB                                                                                  | 79    |       |
| Dezember     | Raymond Bru                                     | belgischer Florettfechter                                                                                       | 83    |       |
| Dezember     | Ernst-Moritz Werndl-Schollenried                | deutscher Landschaftsmaler, Vertreter der Münchner Schule                                                       | 96    |       |